# Javor (Busovača, BiH)
Javor je naseljeno mjesto u općini Busovača, Federacija Bosne i Hercegovine, BiH.

## Stanovništvo

### 1991.
Nacionalni sastav stanovništva 1991. godine, bio je sljedeći:
ukupno: 14
- Hrvati - 13
- Jugoslaveni - 1

### 2013.
Na popisu stanovništva 2013. godine bilo je bez stanovnika.